# Lema slipinskii
Lema slipinskii – gatunek chrząszcza z rodziny stonkowatych opisany przez Lecha Borowca w 1984. Nazwa gatunkowa została nadana na cześć polskiego entomologa Stanisława Ślipińskiego.